# Rada Ciervo
La rada Ciervo (51°31′S 58°45′O / -51.517, -58.750)  (en inglés: Stag Road) es un puerto natural que se encuentra en la zona sur de la península de San Luis de la isla Soledad, formando parte del archipiélago de las Malvinas. Administrativamente pertenece al departamento Islas del Atlántico Sur de la provincia de Tierra del Fuego, Antártida e Islas del Atlántico Sur.
Esta rada se localiza en el rincón occidental de la bahía de la Anunciación y al este del  Puerto Soledad (ó Pto. San Luis). Además se ubica entre el costado sur del promontorio que tiene a punta Duclos como extremidad oriental y la isla Chancho.